# Тешеніт
Тешеніт (габро анальцимове) (рос. тешенит, габро анальцимовое; англ. teschenite; нім. Teschenit m) — інтрузивна темна повнокристалічна масивна, середньо-, іноді крупно- і гігантозерниста гірська порода з сімейства лужних габроїдів.

## Етимологія та історія
Слово Тешеніт походить від типу місцевості міста Цешин, яке тепер розділене на чеський Чеський Тешин і польський Цешин. Гірська порода була вперше науково описана німецьким геологом Людвігом Гогенеггером у 1861 році, яку він називав «тешинітом».. Німецький геолог Фердинанд Ціркель  у 1866 р. змінив назву на "тешеніт", яка використовується до сьогодні. 

## Дифініція
Згідно зі схемою класифікації магматичних порід Роджера Леметра (2002), плутонічні різновиди тешеніту класифікуються як олівінгаббро, а вулканічні — як пікрит або пікробазальт. Однак, щоб зберегти їх відмінність, Гібб і Хендерсон (2006) визначають тешеніти наступним чином: «Тешеніти — це середньо- та дрібнозернисті вивержені гірські породи, що складаються з плагіоклазу, клінопіроксену та невеликої кількості анальциму. Олівінові тешеніти можуть містити до 20 об'ємних відсотків олівіну».

## Загальний опис
Головні породотвірні мінерали: плагіоклаз (лабрадор або бітовніт до 20 % мас.), анальцим, цеоліти (10-30 %), моноклінний піроксен (титанавгіт 20-50 %, олівін бл. 10 %); акцесорні — апатит, титаномагнетит.
Структура гіпідіоморфнозерниста, офітова, порфіровидна.
Сер. хім. склад (% мас): SiO2 46,0; TiO2 2,10; Al2О3 16,8; Fe2О3 4,9; FeO 5,8; MnO 0,19; MgO 4,7; CaO 8,4; Na2O 4,2; К2О 2,1. Характерними для Т. є леткі компоненти — вода і пентаоксид фосфору.
Ефузивний аналог Т. — анальцимовий тефрит.

## Різновиди тешеніту
- меланократовий (юсит),
- лейкократовий (гленмурит, березит, лугарит),
- амфіболовий (богузит),
- олівіновий (кринаніт),
- авгітовий (бухоніт),
- ортоклазовий (баршовіт),
- нефеліновий.

Тешеніти залягають у вигляді силлів, пластових тіл, дайок, дрібних штоків. Розповсюджені в Кузнецькому Алатау (РФ), Закавказзі (Грузія), Чехії, Польщі, Шотландії, Австралії, Сербії, Тасманії, Індії, Японії та інших країнах. 
У Польщі поблизу Цешина знаходяться найбільші (на сьогодні закриті) цешинітові кар’єри. Цю породу використовували місцево в будівництві (фундаменти) і як дорожній камінь.
Тешеніт використовуються як будів. камінь і облицювальний м-ал.

## Інтернет-ресурси
- britannica